# Rekumer Straße

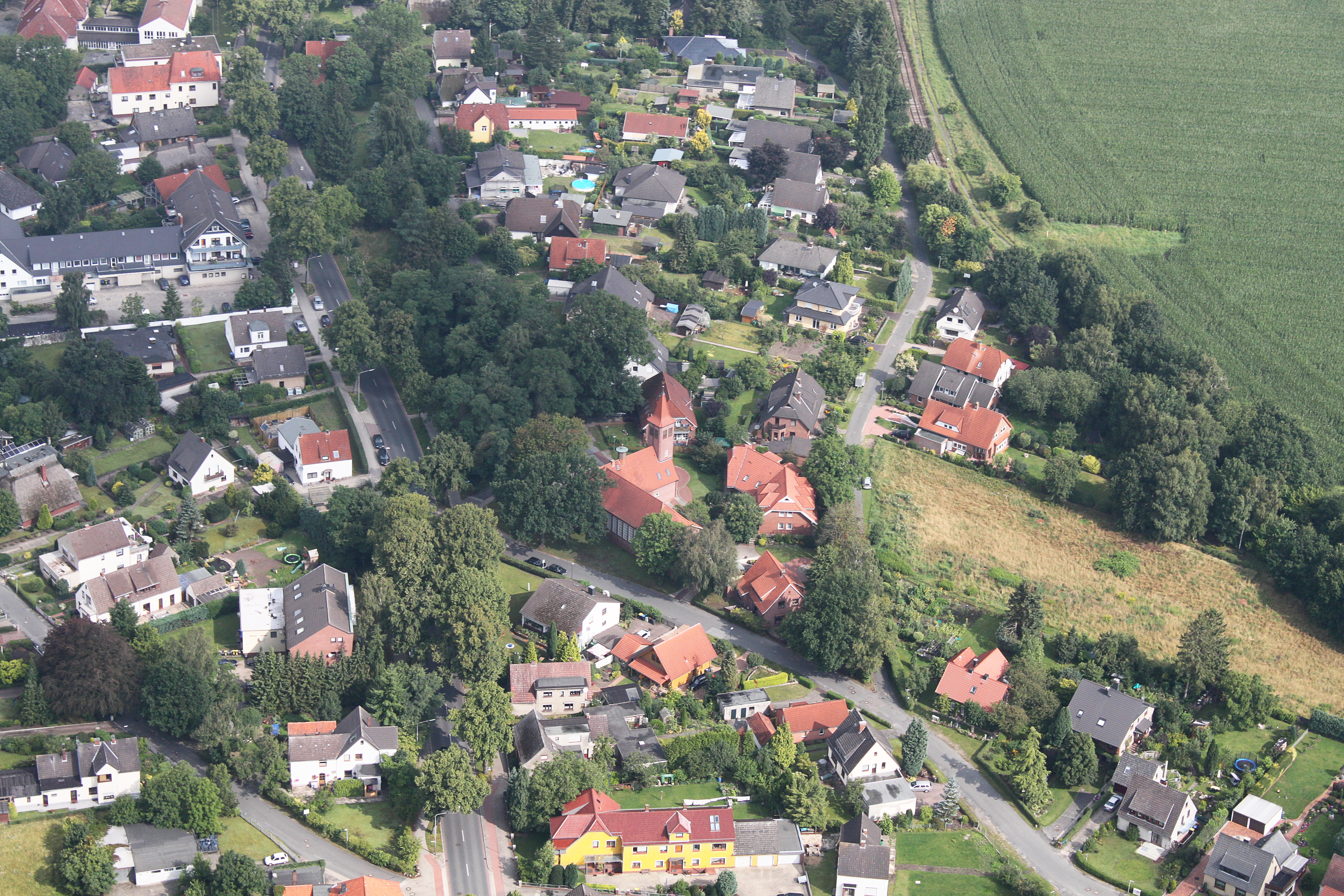
Straße und Kirche

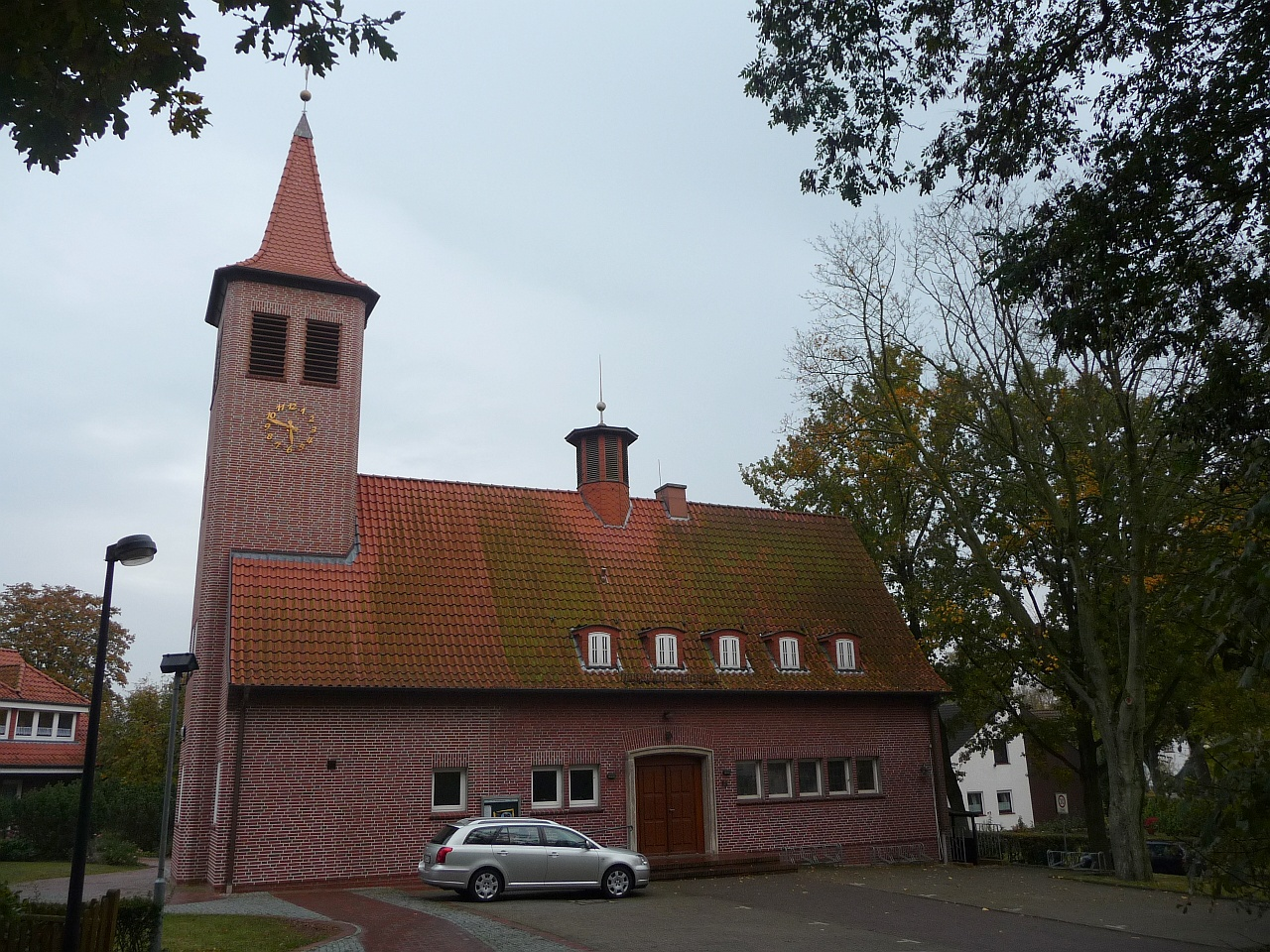
Evangelisch-reformierte Kirche

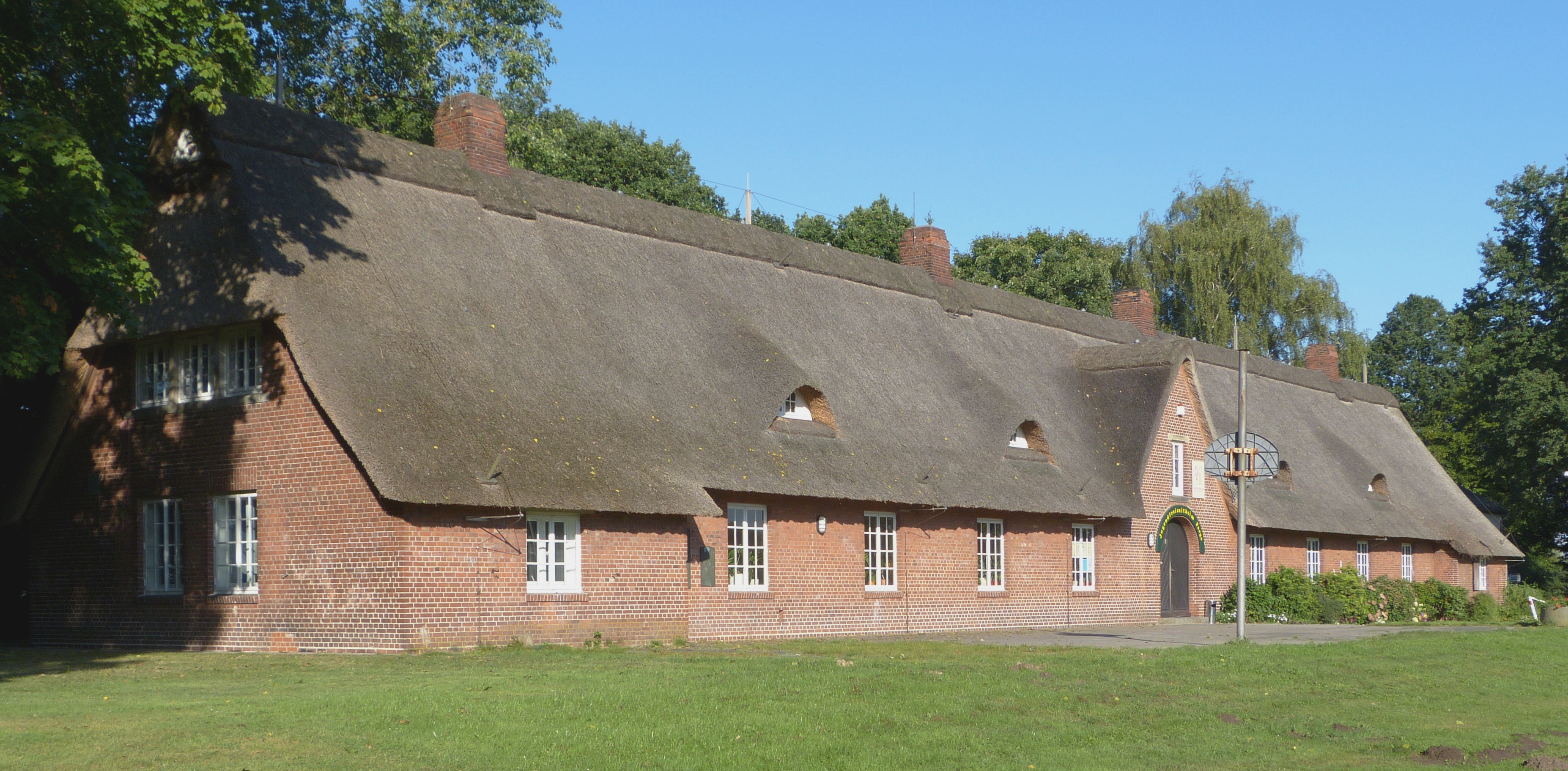
Nr. 2: Jugendheim Farge

Die Rekumer Straße in Bremen, Stadtteil Blumenthal, Ortsteil Rekum führt als Bundesstraße 74 in Süd-Nord-Richtung von der Farger Straße bis zur Rekumer Landstraße in Neuenkirchen und Schwanewede in Niedersachsen.
Die Querstraßen und Anschlussstraßen wurden benannt u. a. als Farger Straße nach dem benachbarten Ortsteil Farge; Johann-Kroog-Straße (vor Mitte 1960 Bergstraße) nach einem Beigeordneten (SPD) von Farge (1926–1933) und Mitglied der Bremischen Bürgerschaft; Unterm Berg nach einer leichten Anhöhe im Rekumer Geestrücken; Wilhelm-Brandhorst-Straße nach einem Bürger, der sich um Rekum verdient gemacht hat; Kummerkamp nach einer Flurbezeichnung und früheren Bezeichnung der gesamten Feldmark; Reeker Barg niederdeutsch für Rekumer Berg; De Kreienbarg  niederdeutsch für Krähen und Berg; Heidbreite als Flurbezeichnung an der Heide; Hohenesch als Flurbezeichnung, wobei esch ein Saatland im Dorfbesitz sein kann; Pötjerweg nach dem Beruf der Töpfer (= Pötjer); Schmale Straße; unbenannter Weg; Rekumer Siel nach einem Siel für abfließendes Wasser des Niederungsgebietes; Lagerstraße nach dem früheren Arbeitslager für Zwangsarbeiter, die 1942 bis 1945 am U-Boot-Bunker Valentin bauen mussten; Rekumer Wurt nach der Wurt als Siedlungshügel, auf dem im 12. Jahrhundert die Herren von Reken lebten; Hospitalstraße 1951 nach den 1938 gebauten Hospitalbaracken für das Marine-Öllager (nach 1945 Anlagen der Inneren Mission); Rekumer Bucht nach dem buchtförmigen Verlauf der Straße; Vor den Wischen nach einer Flurbezeichnung Wischen (= Wiesen); Johannes-Trüper-Straße nach dem in Rekum geborenen Pädagogen (1855–1921); Sandkuhlenweg wohl nach einer solchen Kuhle; unbenannter Stichweg zum Friedhof; Moorstücke nach dem benachbarten früheren Moor.

## Geschichte

### Name
Die Straße wurde benannt nach dem Ortsteil Rekum durch den sie führt. Rekum wurde um 1300 Reken, Rekene oder Rekhem genannt: Rek steht für reke als Hecke und hem für Hof. Im 12. Jahrhundert lebte hier die Adelsfamilie von Reken, die vom Erzbischof von Bremen ihr Lehen erhielt; ein  Diederich de Reken wurde 1140 genannt. Der Erbsitz wurde 1471 von oldenburgischen Soldaten zerstört.
In Rekum wohnten Bauern und Kahnschiffer, deren Frauen oft im Nebenerwerb kleine Landwirtschaften führten.
Rekum kam als Ortsteil von Farge 1939 zu Bremen.

### Entwicklung
Am und auf dem Geestrücken siedelten nach der letzten Eiszeit Menschen. An der Rekumer Str. 11 (Kindertagesstätte) wurden 1887, 1939 und 1973 bis 1976 Überreste, u. a. Urnen aus Ton, aus der jüngeren Bronzezeit (1100 bis 500 v. Chr.) entdeckt. 1534 gab es 16 Hofstellen. Alle Bauernhäuser lagen in unmittelbarer Nähe zum nördlichen Abschnitt der alten Dorf- und Landstraße, der heutigen Rekumer Straße, am Rand einer etwa 500 Meter landeinwärts reichenden Ausbuchtung des Weserufers, die 1887 bis 1895 bei der Weserkorrektion beseitigt wurde. 1858 wohnten in Rekum 705 Einwohner. 1877 wurde an der Rekumer Straße eine Schule gebaut. In den 1950er Jahren begann die Erweiterung des Ortes mit der Ansiedlung vieler Flüchtlingsfamilien. 1924 lebten hier 1300 Einwohner und 1995 waren es 2395 Einwohner.

### Verkehr
1848 wurde vom Königreich Hannover eine neue befestigte Chaussee, heute die Farger und Rekumer Straße, gebaut. In Farge-Süd standen verstreut ca. 13 Häuser und Höfe. Danach führte die Chaussee in einem großen Bogen auf der Geest nach Norden und querte beim heutigen Sportplatz Unterm Berg den damaligen Hauptweg in Rekum. Der gradlinige Trampelpfad weiter nach Norden wurde für die Chaussee erhöht. Bei der späteren Rekumer Kirche querte die Straße um 1848 bereits eine dichtere Bebauung des Dorfes.
Im Nahverkehr in Bremen durchfahren die Buslinien 90 und 90E (Gröpelingen ↔ Neuenkirchen) die Straße.
Vom Bahnhof Farge, Farger Straße, führt die regionale S-Bahn RS 1 der NordWestBahn nach Vegesack, Bremen Hauptbahnhof bis nach Achim und Verden.

## Gebäude und Anlagen
An der Straße stehen zumeist ein- und zweigeschossige Wohnhäuser:
- Nr. 2: 1-gesch. ehemaliges denkmalgeschütztes reetgedecktes Jugendheim Farge von 1939 nach Plänen von Eduard Scotland[2]
- Nr. 11: 1- und 2-gesch. Kinder- und Familienzentrum Farge-Rekum; 1887, 1939 und 1973/76 Bronzezeitfunde
  - 1-gesch. Landhaus mit Walmdach für Dr. med. Koepp, früher gen. Haus Martha von 1908 nach Plänen von Eduard Scotland
- Nr. 20: 2-gesch. Wohn- und Geschäftshaus mit Apotheke
- Nr. 38: 1-gesch. Giebelhaus mit der Volksbank Bremen-Nord eG – SB-Filiale
- Hohenesch/Pötjenweg 75: Verklinkerte einschiffige Evangelisch-reformierte Kirche von 1956 mit Dachreiter und die Kirchgemeinde, die zur Ev.-ref. Kirche mit Sitz in Leer gehört
- Nr. 53: Farger Ehrenmal für die Weltkriegsgefallenen von 1926, erweitert 1953
- Nr. 70: Hier unterquert die NATO-Pipeline die Straße zum Tanklager Farge
- Nr. 75a: 1-gesch. reetgedecktes Wohnhaus mit Fachwerkgiebel
- Nr. 84: 1- und 2-gesch. Grundschule Rekum von 1877 mit Neubau, sie hatte um 1925 sechs Klassen; einzügiger Teil der zweizügigen Schule Farge-Rekum mit rund 180 Schülern (2022)
- Nr. 91a: Hier stand bis um 1900 das reetgedeckte Wirtshaus Goldener Stern, danach 2-gesch. Giebelhaus mit 2-gesch. Anbau; die Sonderbauleitung Bunker-Valentin der Oberfinanzdirektion Bremen hatte in den 1950er Jahren ihren Sitz in Räumen der damaligen Gaststätte.
- Nr. 81: 1-gesch. reetgedecktes Giebelhaus mit Krüppelwalmdach
- Nr. 97: 1-gesch. verfliestes Wohnhaus von um 1900 mit 2-gesch. Giebelrisalit
- Nr. 116: 2-gesch. Giebelhaus mit Krüppelwalmdach;  Restaurant im Rekumer Hof mit Saal
- Nr. 118: 1-gesch. reetgedecktes Wohnhaus
  - 1928 brannte hier das Lokal Kaiserhalle mit großem Saal (Theater, Tanz und Filmvorführungen) ab.
- Um Nr. 155: Gegenüber der Straße Vor den Wischen stand ab 1910 das Gasthaus Vor den Wischen, in dem die Loge zur Eintracht in Rekum ihren Sitz hatte.[3]
- Nr. 162: 1-gesch. Giebelhaus mit Restaurant
- Rekumer Bucht Nr. 35: Evangelischer Friedhof in Rekum von 1956; heute (2022) etwa 0,2 Hektar groß.